# 大畑純次
大畑 純次（おおはた じゅんじ、1854年6月30日（安政元年6月6日）- 1936年（昭和11年）5月24日）は、明治から昭和前期の弁護士、政治家。衆議院議員、熊本県会議長。

## 経歴
肥後国、現在の熊本県熊本市で生まれた。漢学、法律学を修めた。
弁護士を開業し、熊本県弁護士会長、熊本商業会議所特別議員などを務めた。
政界では、熊本市会議員、同参事会員、熊本県会議員、同参事会員、同議長などに在任。
1904年（明治37年）3月、第9回衆議院議員総選挙（熊本県熊本市、帝国党）で当選し、その後、大同倶楽部に所属して衆議院議員に1期在任した。